# Stazione di Yoshida
La stazione di Yoshida (吉田駅?, Yoshida-eki) è una stazione ferroviaria della città di Tsubame, nella prefettura di Niigata della regione del Tōhoku, in Giappone. Presso questa stazione passano la linea Yahiko e la linea Echigo della JR East.

## Linee e servizi
East Japan Railway Company
■ Linea Echigo
■ Linea Yahiko

## Struttura
La stazione è dotata di due marciapiedi a isola e uno laterale con cinque binari totali. È presente una biglietteria presenziata, aperta dalle 7:00 alle 19:00, servizi igienici e tornelli automatici con supporto alla bigliettazione elettronica Suica.
| 1-2 | ■ Linea Echigo                | per Maki, Uchino e Niigata                 |
| 1-2 | ■ Linea Echigo                | per Bunsui, Izumozaki e Kashiwazaki        |
| 3-4 | ■ Linea Yahiko                | per Tsubame, Tsubame-Sanjō e Higashi-Sanjō |
| 3-4 | ■ Linea Yahiko                | per Yahiko                                 |
| 5   | ■ Linea Echigo ■ Linea Yahiko | Binario di servizio                        |

## Stazioni adiacenti
| «              | Servizio     | »             |
| Linea Echigo   | Linea Echigo | Linea Echigo  |
| -------------- | ------------ | ------------- |
| Minami-Yoshida | -            | Kita-Yoshida  |
| Linea Yahiko   |              |               |
| Yahagi         | -            | Nishi-Tsubame |